# Wolfgang Licht
Wolfgang Licht (* 1. November 1928 in Leipzig; † 20. Mai 2019 in Bad Lausick) war ein deutscher Schriftsteller. 

## Leben
Nach dem Besuch der Volksschule schloss er eine Ausbildung als Chemielaborant ab. Im Zeitraum von 1945 bis 1949 holte er die Oberschule nach und legte an der Sankt-Petri-Schule in Leipzig das Abitur ab. Nachdem er ein Studium der Biologie begonnen hatte, wechselte er zur Medizin und erlangte den Titel eines Dr. med. Er arbeitete als Facharzt für Gynäkologie. Im Jahre 1972 fing er mit dem Schreiben an. Sein erster Roman Bilanz mit Vierunddreißig oder Die Ehe der Claudia M. erschien 1978 im Aufbau-Verlag. 
Licht trat trotz Aufforderung nie dem Schriftstellerverband der DDR bei. Erst nach der Wende in der DDR wurde er Mitglied im Verband deutscher Schriftsteller (VS). Er war zudem Gründungsmitglied des Kulturwerkes deutscher Schriftsteller in Sachsen und arbeitete im Vorstand des Vereines.
Licht lebte in Bad Lausick.

## Werke
- Bilanz mit Vierunddreißig oder die Ehe der Claudia M., Aufbau-Verlag, Berlin 1983.
- Die Geschichte der Gussmanns, Aufbau-Verlag Berlin und Weimar 1986.
- Die Axt der Amazonen. Eine Penthesilea-Modifikation in Prosa, Haag+Herrchen Frankfurt am Main 1995.
- Leibarzt am sächsischen Königshaus, Tauchaer Verlag, 1998.
- Johannes, Tauchaer Verlag, 2002.
- Johannes. Versuch einer Ehe zu dritt, Tauchaer Verlag, 2004.
- Lea, Tauchaer Verlag, 2006.
- Vera, Tauchaer Verlag, 2007.
- Die Zelle: Die Leidenschaften der Familie B, Tauchaer Verlag, 2009.

### Veröffentlichungen in Anthologien
- Die Glücksinsel. Phantastische Erzählungen. Fischer-Taschenbuch-Verlag, Frankfurt am Main 1987
- Das erste Haus am Platz, Eulenspiegel-Verlag, Berlin 1982
- Die Tarnkappe, Eulenspiegel-Verlag. Berlin 1978

### Eigene Übersetzung
- Bilance ve čtyřiatřiceti aneb manželství Klaudie M. (dt. Bilanz mit Vierunddreißig oder die Ehe der Claudia M.), Vysehrad Praha, 1986